# Isoentomon
Isoentomon es un género de proturos perteneciente a la familia Eosentomidae.

## Especies
Este género contiene las siguientes especies:
- Isoentomon atlanticum (Condé, 1947)
- Isoentomon hauseri (Nosek, 1972)
- Isoentomon myrmecobium Tuxen, 1975
- Isoentomon paulista Tuxen, 1975
- Isoentomon pluviale Tuxen, 1975
- Isoentomon pseudosaharense (Tuxen, 1967)
- Isoentomon pumilio (Bonet, 1950)
- Isoentomon pumiliodes Tuxen, 1977
- Isoentomon serinus Szeptycki, 2004
- Isoentomon setigerum (Condé, 1949)
- Isoentomon sylvicola Tuxen, 1975